# Echinocereus pentalophus
Echinocereus pentalophus  es una especie de planta fanerógama de la familia Cactaceae. Es endémica de Coahuila de Zaragoza, Guanajuato, Hidalgo, Nuevo León, Querétaro, San Luis Potosí, en México, y  Texas, en Estados Unidos. Es una especie común que se ha extendido por todo el mundo.

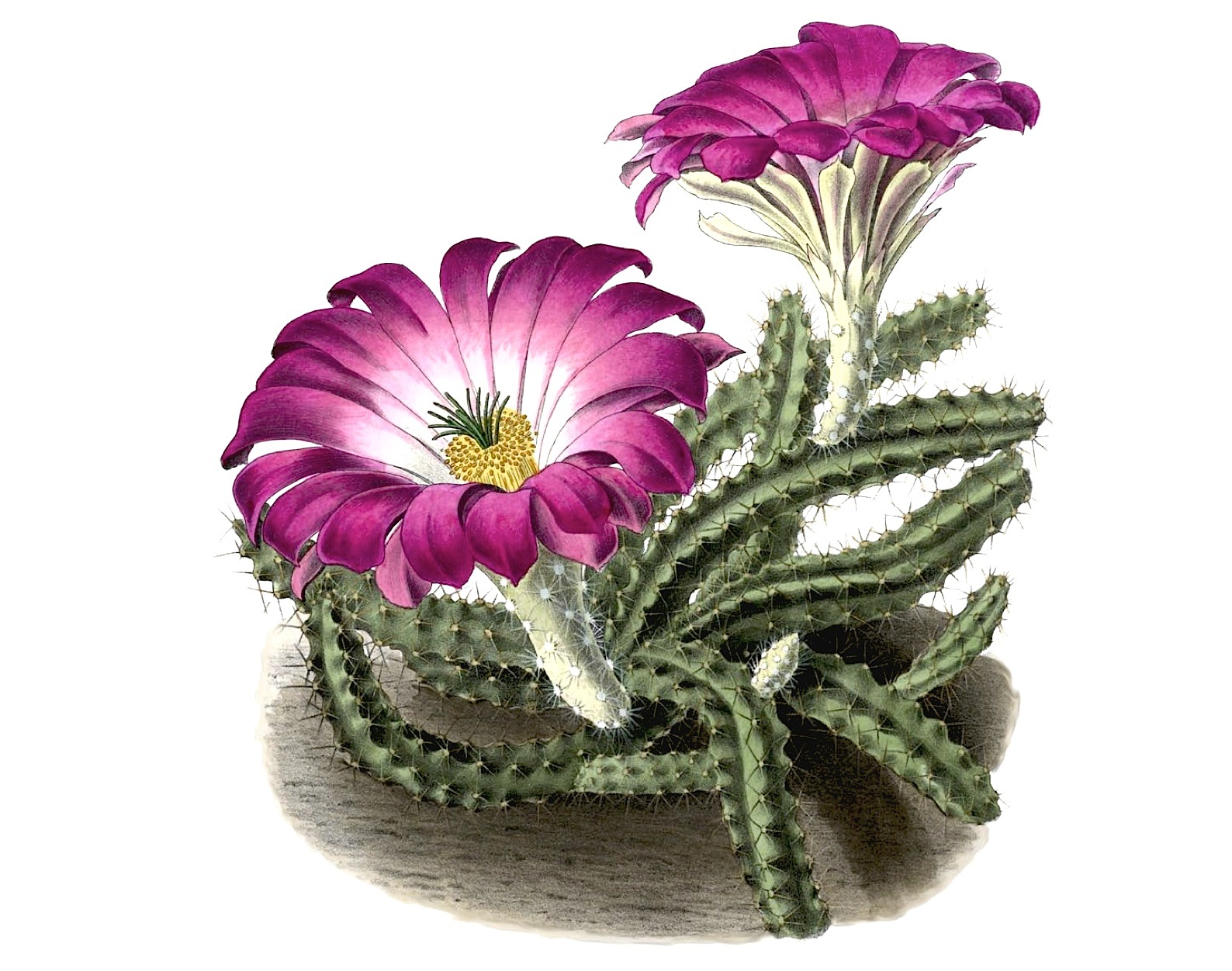
Ilustración

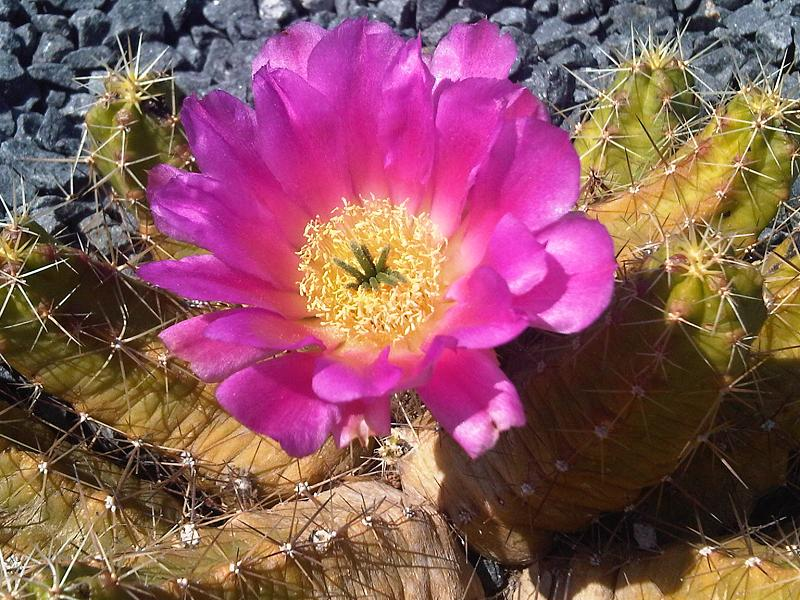
Flor

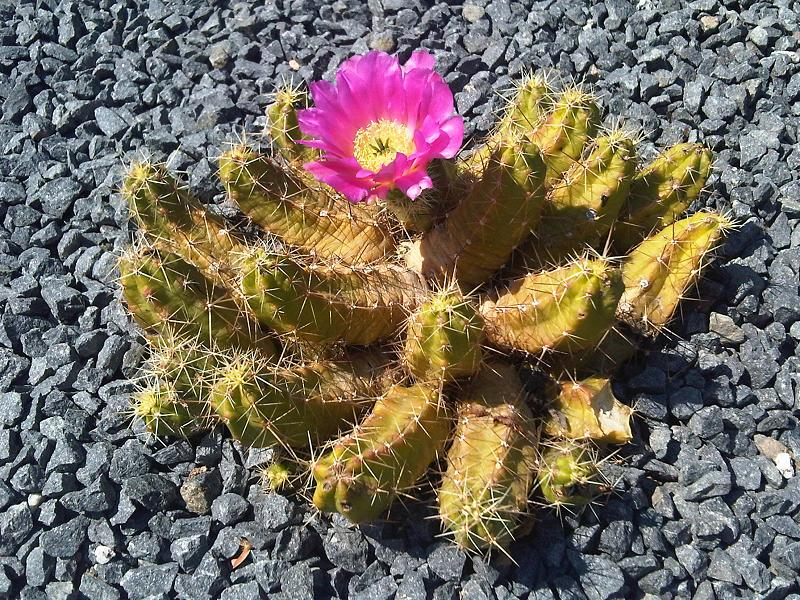
Vista de la planta

## Descripción
Echinocereus pentalophus está ricamente ramificada, baja y extendida, alcanzando un tamaño de hasta 1 metro de diámetro. El tallo es de color verde amarillento a gris-verde, con brotes cilíndricos de 20 a 70 cm de largo y un diámetro de 1-6 centímetros. Tiene generalmente de tres a ocho costillas, rectas y afiladas  que son tubérculos después. Las areolas con una única proyección de espina central, que también puede faltar, es de color amarillento a marrón oscuro y tiene una longitud de hasta 3 centímetros. Con tres a ocho espinas radiales de blanco a amarillentas con hasta 2 cn de largo. La parte superior de ellas son muy cortas. Las flores son anchas en forma de embudo y de color rosa brillante ligeramente rosado y magenta o raramente blanco, con una garganta de color blanco o amarillo. Nunca aparecen cerca de las puntas de los brotes y miden de 8 a 10 cm de largo y alcanzan diámetros de 10 a 15 centímetros. El fruto es verde en forma de huevo con espinas marrones y lana suelta. Se desgarran irregularmente.

## Taxonomía
Echinocereus pentalophus fue descrita por (DC.) Lem. y publicado en Les Cactées 56. 1868.
Etimología
Echinocereus: nombre genérico que deriva del griego antiguo: ἐχῖνος (equinos), que significa "erizo", y del latín cereus que significa "vela, cirio", donde se refiere a sus tallos columnares erizados.
pentalophus: epíteto latino que significa "con cinco crestas"
Variedad aceptada:
- Echinocereus pentalophus var. leonensis (Mathsson) N.P.Taylor

Sinonimia
- Cereus leptacanthus DC. ex Pfeiff.
- Cereus pentalophus DC.
- Cereus procumbens Engelm.
- Cereus propinquus Salm-Dyck ex Otto
- Cereus propinquus var. subarticulatus H.Pfeiff. ex C.F.Först
- Echinocereus leptacanthus (Salm-Dyck) K.Schum.
- Echinocereus pentalophus (DC.) Haage
- Echinocereus procumbens (Engelm.) Lem.
- Echinocereus runyonii Orcutt[3]